# الأسطورة السوداء

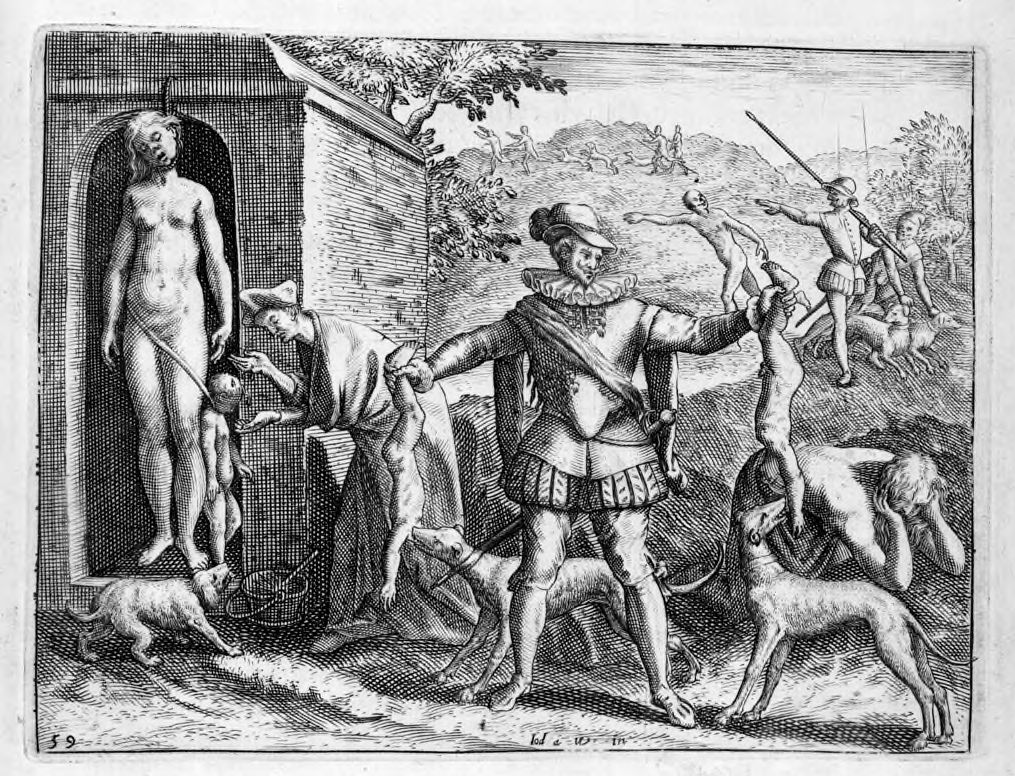
نقش قام به ثيودور دي براي عام 1598 لرجل إسباني يطعم كلابه أطفالاً و نساءً مذبوحين. تعد أعمال دي براي من الدعاية المعادية للإسبانية التي كانت نتيجة حرب الثمانين عامًا.

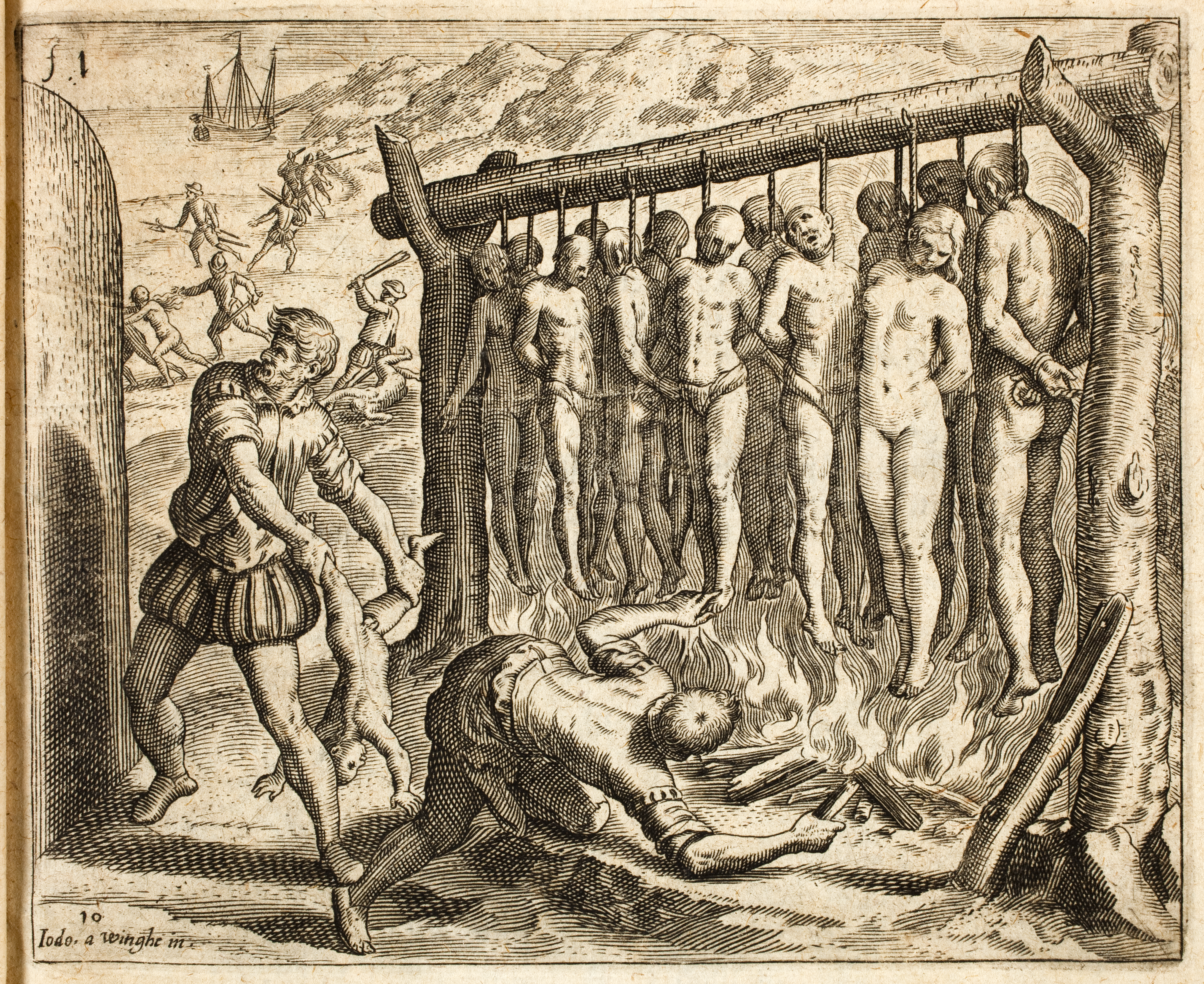
مثال آخر على الفظائع الإسبانية المزعومة في هيسبانيولا ، من طبعة صدرت عام 1664 من لاس كاساس سرد قصير لتدمير جزر الهند

الأسطورة السوداء ، أو الأسطورة السوداء الإسبانية ، هي بروبوغاندا سياسية من القرن السادس عشر استخدمت بهدف تشويه سمعة إسبانيا والإمبراطورية الإسبانية وأمريكا اللاتينية. وفقًا لفرضية الأسطورة السوداء، فإن الدعاية المعادية للإسبانية قبل القرن السادس عشر أو خلاله «تم امتصاصها وتحويلها إلى صور نمطية واسعة الانتشار» افترضت أن إسبانيا كانت «شريرة بشكل فريد». إن الدمج بين الدعاية الإنجليزية والألمانية في المقام الأول إلى التاريخ السائد خلقت تحيزًا ضد الإسبان عند المؤرخين اللاحقين ونظرة مشوهة لتاريخ إسبانيا وأمريكا اللاتينية وأجزاء أخرى من العالم. على الرغم من أن الأسطورة السوداء الإسبانية في القرنين السادس عشر والسابع عشر لها إجماع تاريخي عام، إلا أن جوانب من الأسطورة لا تزال موضع نقاش. وصفها تشارلز جيبسون بأنها «التقليد المتراكم للدعاية وكره الأسبان والتي تعتبر الإمبراطورية الإسبانية بموجبها قاسية ومتعصبة واستغلالية ومعتدة بنفسها بشكل يتجاوز الواقع».   كما هو الحال مع الأساطير السوداء الأخرى، فإن الأسطورة السوداء الإسبانية تجمع بين الافتراءات، وإزالة السياقات، والمبالغة، و الالتقائية، والمعايير المزدوجة مع الحقائق.

## تعريف
استخدم آرثر ليفي مصطلح «الأسطورة السوداء» لأول مرة حول سير نابليون في سياق المعارضة بين «الأسطورة الذهبية» و «الأسطورة السوداء»: مقاربتان متطرفتان، تبسيطيتان، وأحاديتي البعد لشخصية صورته إما كإله أو كشيطان. استخدم المؤرخون والمثقفون الإسبان «الأساطير السوداء» و «الذهبية» بنفس المعنى في إشارة إلى جوانب التاريخ الأسباني؛ استخدم أنطونيو سولير كلا المصطلحين حول تصوير ملوك قشتالة وأراغون. [بحاجة لمصدر] في مؤتمر عقد في باريس في 18 أبريل 1899، استخدمته إميليا باردو باثان لأول مرة للإشارة إلى نظرة عامة للتاريخ الإسباني الحديث:
«في الخارج، فإن مآسينا معروفة وغالبًا ما يتم المبالغة فيها دون توازن. خذ على سبيل المثال كتاباً لـ إيف غويو، والذي يمكننا اعتباره النموذج المثالي لأسطورة سوداء، على عكس الأسطورة الذهبية. الأسطورة السوداء الإسبانية هي قشة لأولئك الذين يبحثون عن أمثلة ملائمة لدعم أطروحات سياسية معينة (...) تحل الأسطورة السوداء محل تاريخنا المعاصر برواية بأسلوب بونسون دو تيرايل، بالألغام والألغام المضادة، والتي لا تستحق حتى شرف التحليل.»
كان للمؤتمر تأثير كبير في إسبانيا، خاصة على خوليان خوديرياس. لاحظ خوديرياس، الذي عمل في السفارة الإسبانية في روسيا (وانتقد) انتشار الدعاية المعادية لروسيا في ألمانيا وفرنسا وإنجلترا وكان مهتماً بعواقبها المحتملة على المدى الطويل. كان خوديرياس أول مؤرخ يصف ظاهرة «الأسطورة السوداء»، وحدد نظيرتها الإسبانية. كتابه لعام 1914، " La Leyenda Negra y la Verdad Histórica (الأسطورة السوداء والحقيقة التاريخية)، يحلل جوانب صورة إسبانيا (بما في ذلك تلك الموجودة في كتاب شهداء فوكس). وفقًا لخوديرياس، فإن هذه التأريخ المتحيز قد قدم التاريخ الإسباني بشكل سلبي وتجاهل الإنجازات والتطورات المتعمدة. في La Leyenda Negra ، يعرف الأسطورة السوداء الإسبانية بأنها:
«البيئة التي خلقتها القصص الرائعة عن وطننا والتي شهدت ضوء الدعاية في جميع البلدان، والأوصاف البشعة التي كانت دائماً ما تكون لشخصية الإسبان كأفراد وبشكل جماعي، الإنكار أو على الأقل الجهل المنهجي لكل ما هو ملائم وجميل في مختلف مظاهر الثقافة والفن، الاتهامات التي تم توجيهها في كل عصر ضد إسبانيا.»
دعم كتاب لاحقون مقالة خوديرياس النقدية وطوروها. في شجرة الكراهية ، كتب المؤرخ فيليب واين باول:
«يُطلق احتقاراً على الإسبان الذين جاءوا إلى العالم الجديد بحثًا عن فرص تتعدى إمكانات بيئتهم الأوروبية بالوحشيين والباحثين عن الذهب الجشعين أو غيرها من الشخصيات المشبوهة التي كانت مرادفة تقريبًا للشياطين؛ لكن الإنجليز الذين يبحثون عن فرص لعالم جديد يُطلق عليهم باحترام اسم المستعمرين أو البنائين أو الباحثين بعد الحرية (...) عندما حاكم الأسبان المنشقين الدينيين، سمي ذلك تعصباً دينياً أعمى... أما عندما فعل الهولنديون والإنجليز الشيء نفسه بالضبط، سمي ذلك توحيد الأمة.»
عرف باول الأسطورة السوداء لإسبانيا بأنها:
صورة لإسبانيا انتشرت في أواخر القرن السادس عشر في أوروبا، تناقلتها وسائل الدعاية السياسية والدينية التي شوهت سمعة وشخصية الإسبان وحكمهم لدرجة أن إسبانيا رمزاً لكل قوى القمع والوحشية والتعصب السياسي والديني، بالإضافة إلى التخلف الفكري والفني في القرون الأربعة التالية. الإسبان وصفوا هذا النهج والصورة التي نتجت عنه بمصطلح «الأسطورة السوداء».
- شجرة الكراهية (طبعة 1985)
في كتابه محاكم التفتيش ، كتب إدوارد بيترز:
اعتُبرت محاكم التفتيش خارج إسبانيا عملية تطهير ضرورية (بين الإسبان)، حيث اتُهم جميع الإسبان بأنهم من أصول موريسكية ويهودية (...) أُدينوا أولاً بعدم صفاء معتقداتهم، ثم تعرض الإسبانيون للاستهجان والنقد لدفاعهم عن الكاثوليكية بشكل مفرط من الحماس. متأثرًا بالسياسات السياسية والدينية لإسبانيا، أصبح نوعٌ شائعٌ من الذم الإثني شكلاً بليغًا من الوصف عن طريق اغتيال الشخصية. لذلك، عندما كتب بارتلومي دي لاس كاساس انتقاداته لبعض السياسات الحكومية في العالم الجديد، تم تجاهل هدفه المحدود والمقنع والخاص.
في كتابه عام 2002 بعنوان «إسبانيا في أمريكا: أصول الأصول الإسبانية في الولايات المتحدة» ، حدد المؤرخ الأمريكي ريتشارد كاغان الأسطورة السوداء الإسبانية:
ومما زاد من تعقيد هذا المنظور لإسبانيا باعتبارها «الآخر» الأدنى، كان الأسطورة السوداء، وهي مجموعة من المعتقدات القديمة التي ورثتها الولايات المتحدة عن البريطانيين، وإلى حد ما، من الهولنديين... كانت مثل هذه القراءة للتاريخ الأسباني تبسيط مفرط، لكن مروجي الاستثناء الأمريكي وجدوه مفيدا ً.

## الجوانب
وفقًا للمؤرخ إلفيرا روكا باريا، فإن تكوين أسطورة سوداء واستيعابها من قبل أمة هي ظاهرة لوحظت في جميع الإمبراطوريات متعددة الثقافات (وليس فقط الإمبراطورية الإسبانية. ستكون الأسطورة السوداء حول الإمبراطورية نتيجة لهجمات الدعاية وجهود معظم القوى المعاصرة الأصغر وخصومها المهزومين؛ دعاية أوجدتها الفصائل المتنافسة في الإمبراطورية؛ النقد الذاتي من قبل النخبة الفكرية، والحاجة إلى قوى جديدة توطدت خلال (أو بعد) وجود الإمبراطورية.
وفقًا لوجهة النظر هذه، فإن الأسطورة السوداء الإسبانية لم تكن استثنائية ولكن ثباتها كان كذلك. أسباب استمرارها هي:
1. تداخل الإمبراطورية الإسبانية مع بداية آلة الطباعة في إنجلترا وألمانيا، والتي مكنت من طباعة مئات الكتيبات اليومية
2. العوامل الدينية وتحديد الهوية
3. استبدال الطبقة المثقفة الإسبانية بأخرى محابية لمنافستها السابقة (فرنسا) بعد حرب الخلافة الإسبانية، التي أسست قصة فرنسية في إسبانيا
4. الخصائص الفريدة للحروب الاستعمارية في العصر الحديث والحاجة إلى قوى استعمارية جديدة لإضفاء الشرعية على المطالبات في المستعمرات الإسبانية المستقلة الآن والخصائص الفريدة والجديدة للإمبراطورية اللاحقة: الإمبراطورية البريطانية.[8]

## الأصول

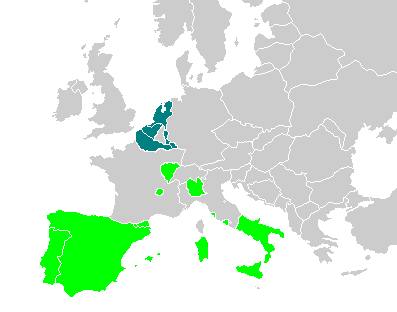
الأراضي الأوروبية التي يحكمها التاج الأسباني

عرّف المؤرخ مانويل فرنانديز ألفاريز الأسطورة السوداء على النحو التالي:
«يهدف التشويه الدقيق لتاريخ الأمة الذي يرتكبه أعداؤها ضدها لمحاربتها، ومحاولة التشويه البشع لتحقيق هدف محدد وهو إبعاد الأمة عن المسار الأخلاقي الذي يجب دحض سيطرته عليها بكل الطرق الممكنة».
يقول إدوارد بيترز في كتابه «محاكم التفتيش»:
«اعتُبر الوعي الذاتي المسيحي الذي أثار الدافع لتطهير الممالك الإسبانية بما في ذلك المؤسسة المميزة لمحكمة التفتيش الإسبانية خارج إسبانيا في التصور الإيطالي المعادي للإسبانية بمثابة تطهير ضروري، واتهام جميع الإسبان بأنهم أصحاب أصول مغربية ويهودية، وإدانتهم لأول مرة بسبب عدم اكتمال إيمانهم المسيحي، وتعرضهم للنيران بسبب الحماس الزائد في الدفاع عن الكاثوليكية. وُجِّهت الإهانات الإثنية (كالقدح) بشكل شرير أثناء الوصف بعد أن تأثرت بالشروط السياسية والدينية لإسبانيا».
قال ويليام مالتبي بما يخص إسبانيا بالنسبة لهولندا:
«ظهرت مئات المنشورات المعادية لإسبانيا باللغات الإنجليزية والهولندية والفرنسية والألمانية في القرن السادس عشر، وذلك كجزء من الحملة الإليزابيثية ضد إسبانيا والكنيسة الكاثوليكية. ستظهر طبعات وأعمال جديدة تكرر الاتهامات القديمة في حرب الثلاثين عامًا، وفي مناسبات أخرى عندما بدا من المفيد إثارة المشاعر المعادية للإسبانية. ليس من المستغرب أن يكون مؤلفو التاريخ العلمي قد استوعبوا معاداة الأصول الإسبانية ونقلوها إلى الأجيال اللاحقة».

### الأصل الألماني
يؤكد بعض المؤلفين مساهمة العديد من الحوادث التي وقعت مع قوات تشارلز الخامس في ألمانيا خلال الحرب في تطوير الأسطورة السوداء، بينما ينسب الآخرون كل الممارسات الوحشية إلى الإسبان، وذلك على الرغم من أن معظم قوات تشارلز كانت ألمانية. يشير هذا إلى وجود الأسطورة السوداء قبل هذه الأحداث.
اكتسبت الأسطورة السوداء عناصر عرقية واضحة تحت تأثير الكتّاب الفلمنكيين والفرنسيين بحلول نهاية القرن السادس عشر. نمت قوة إسبانيا حينها بما يكفي لتهديد أمن فرنسا، وتخلى النبلاء الفلمنكيون عن أملهم في توسيع نفوذهم في المحاكم القشتالية والأراغونية كما حاولوا في البداية. نشر هذا الخوف والاستياء من طبقة النبلاء الفلمنكيين في فرنسا الذين رأوا تضاعف قوتهم النسبية، وحُرموا مرارًا وتكرارًا من رغبتهم في المشاركة في غزو أمريكا.

### أصول أخرى

#### إنجلترا
لعبت إنجلترا دورًا مهمًا في انتشار الأسطورة السوداء الإسبانية واستخدامها خلال الحقبة الاستعمارية. لم يكن أصل القصة في إنجلترا، وذلك هو الأمر الذي كان متفقًا عليه أيضًا بصرف النظر عن تأثير اللغة الإنجليزية.
المقارنة مع ماضي البلدان الأخرى
تختلف وجهة النظر العامة للماضي الإمبراطوري القديم اختلافًا كبيرًا من بلد إلى آخر:

#### المملكة المتحدة
أظهرت الاستطلاعات افتخار الشعب البريطاني بالماضي الاستعماري. يميل الناس إلى التركيز أكثر على الجوانب الإيجابية للماضي الاستعماري البريطاني مثل إلغاء العبودية والإجراءات المناهضة للعبودية التي اتخذتها البحرية الملكية، ونشر المفاهيم مثل الديمقراطية وحقوق الإنسان. غالبًا ما يُنظر إلى الأعمال الوحشية التي ارتكبتها المملكة المتحدة خلال المشاعر المعادية للإيرلندية أو انتفاضة ماو ماو أو حرب البوير الثانية أو الحرب العالمية باعتبارها استثناءات من الطبيعة الإنسانية العامة للإمبراطورية البريطانية.

## المظاهر الحديثة
شكّل النقاش حول استمرارية الأسطورة السوداء أو عدمها مسألة مثيرة للنقاش. زعمت مجموعة من المؤرخين في السنوات الأخيرة بما في ذلك ألفريدو ألفار ولورد ماتيو بريتوس أن الأسطورة السوداء غير موجودة حاليًا، وهي مجرد تصور إسباني لكيفية رؤية العالم لإرث إسبانيا.
جادلت كارمن إغليسياس بأن الأسطورة السوداء تتألف من تلك السمات السلبية الأكثر تكررًا بشكل موضوعي والتي يلتمسها الرأي الإسباني فيه. تعترف أيضًا باستجابة الأسطورة السوداء للدعاية المتلاعب بها بشدة والتي تحركها المصالح السياسية.
يشير أولئك الذين يزعمون أن الأسطورة السوداء ما زالت تؤثر على إسبانيا وأمريكا اللاتينية إلى أحداث مختلفة الاتجاهات مثل:

### اللغوية
إنشاء واستخدام فئات خاصة: وهي استخدام كلمة «الفاتح» بدلاً من «الغازي»، وكذلك كلمة «الفتح» بدلاً من «الغزو» من أجل إنشاء فئة جديدة وفريدة من الدلالات التي تفصل بين الإسبان وغيرهم من الأوروبيين، وتصرفات الإسبان الغزاة في العالم الجديد في أوروبا، وذلك على الرغم من أن الإمبراطورية الإسبانية كانت الوحيدة التي اتخذت مواقف عقابية مبكرة بين القوى الأوروبية.

### الاقتصادية
خُلِقت إشارات مباشرة إلى الأصول التي تعود إلى زمن الأسطورة السوداء في الصحف البريطانية والكندية خلال حرب التوربوت في عام 1992 بين إسبانيا وكندا.
تُستخدم الإشارات إلى أصول الأسطورة السوداء حاليًا في الأرجنتين للمناقشة لصالح السياسات الوقائية ضد الشركات الإسبانية.

### السياسية
العلاقات بين أمريكا اللاتينية والولايات المتحدة: اعتبرها المؤرّخ فيليب باول السبب الرئيسي للمشاكل الدبلوماسية الحالية والمشاعر المعادية لللاتينيين في الولايات المتحدة، ويظهر ذلك في كتابه لعام 1971 بعنوان «شجرة الكراهية: الدعاية والتحيزات التي تؤثر على العلاقات مع العالم اللاتيني». اكتسبت وجهة نظر الأسطورة السوداء التي تؤثر على سياسة الهجرة الحالية للولايات المتحدة التأييد في المناخ السياسي الحالي. يُقال أيضًا إن «العرق المتدهور» هو أصل التمييز العنصري الذي عانى منه اللاتينيون في أمريكا.
إن ملكية إسبانيا السابقة لنصف أراضي الولايات المتحدة غير معروفة من قبل معظم الأمريكيين، ويؤثر ذلك على الطريقة التي يُعامل بها سكان وثقافة أمريكا اللاتينية والنقاش اللغوي هناك.
أوضح وزير الخارجية الإسباني جوزيف بوريل أنه يرى عودة ظهور الأسطورة السوداء في جميع أنحاء أوروبا بالطريقة التي حصلت بها تغطية القضية الكتالونية، وذلك لا سيما من قبل الصحافة الناطقة باللغة الإنجليزية فيما يتعلق بالقبول المؤكد للأعداد غير المحددة من المصابين والتي تبين عدم صحتها فيما بعد.

### التعليم والثقافة الشعبية
يشير المؤيدون الإسبان لانتشار الأسطورة السوداء إلى أن وجهة نظر الأسطورة السوداء الإسبانية والتاريخ الإسباني وعناصرها المعادية للكاثوليكية شائعة في الثقافة الشعبية، ويشبه ذلك الحال في الأفلام مثل فلم إليزابيث.
أصدر المجلس الأمريكي للتعليم تقريرًا عن معاداة الإسبان في الكتب المدرسية في عام 1944، وحدد عددًا كبيرًا من الأخطاء الأساسية وأوجه الخطأ والتصوير المتحيز. واستنتج أن «إلغاء الأسطورة السوداء وآثارها في تفسيرنا لحياة أمريكا اللاتينية هي واحدة من مشاكلنا الرئيسية في الجانب التربوي والفكري وكذلك في المجال السياسي». أعرب باول عن عدم اختفاء العديد من الأخطاء الأساسية من غالبية المواد المدرسية في عام 1971.

### العرقية
يُزعم أن الأسطورة السوداء ونظيرتها الأسطورة الذهبية البريطانية من المساهمين الرئيسيين في بناء السيادة البيضاء، وذلك لأنهم أزالوا المساهمات الأخلاقية والفكرية لأوروبا الجنوبية، وقللوا من القوة والكفاءة التي حققتها إمبراطوريات الشعوب الأصلية قبل وأثناء غزو الإسبان للأميركتين.

### إيطاليا
يدعم سفيركر أرنولدسون من جامعة جوتنبرج فرضية خوديرياس عن الأسطورة السوداء الإسبانية في تاريخ أوروبا ويحدد أصلها في إيطاليا في العصور الوسطى، على عكس المؤلفين السابقين (الذين يرجع تاريخها إلى القرن السادس عشر). يستشهد أرنولدسون في كتابه «الأسطورة السوداء: دراسة لأصوله» بدراسات أجراها بينيديتو كروتشي وأرتورو فارينيلي للتأكيد على أن إيطاليا كانت عدائية تجاه إسبانيا خلال القرنين الرابع عشر والخامس عشر والسادس عشر، وقد استخدمت النصوص التي تم إنتاجها وتوزيعها هناك لاحقًا كقاعدة. من قبل الدول البروتستانتية.  
تم انتقاد نظرية أرنولدسون حول أصول الأسطورة السوداء في إسبانيا لأنها خلطت عملية جيل الأسطورة السوداء مع وجهة نظر سلبية (أو نقد) لقوة أجنبية. تم رفع الاعتراضات التالية:
1. الأصل الإيطالي للكتابات الأولى ضد إسبانيا هو سبب غير كافٍ لتعريف إيطاليا بأنها أصل الأسطورة السوداء؛ إنه رد فعل طبيعي في أي مجتمع تهيمن عليه قوة أجنبية.
2. تشير عبارة «الأسطورة السوداء» إلى تقليد (غير موجود في الكتابات الإيطالية) يستند إلى رد فعل على الوجود الأخير للقوات الإسبانية (التي تلاشت بسرعة). [بحاجة لمصدر]
3. في إيطاليا في القرنين الخامس عشر والسادس عشر، تعايش النقاد والمعجبون الإيطاليون بإسبانيا (خاصة فرديناند الثاني من أراغون). [بحاجة لمصدر]

وفقًا لويليام مالتبي، تفتقر الكتابات الإيطالية إلى «موضوع السلوك»: رواية مشتركة من شأنها أن تشكل الأسطورة السوداء الإسبانية في هولندا وإنجلترا. توافق روكا باري؛ على الرغم من أنها لا تنكر أن الكتابات الإيطالية ربما كانت تستخدم من قبل المنافسين الألمان، إلا أن الكتابات الإيطالية الأصلية «تفتقر إلى الوحشية والتشوه الأعمى لكتابات الأسطورة السوداء» وأنها مجرد ردود فعل على الاحتلال.   

### ألمانيا
قدم أرنولدسون بديلاً للنظرية الإيطالية الأصل في نقيضها القطبي: النهضة الألمانية. الإنسانية الألمانية، بقومية عميقة، أرادت إنشاء هوية ألمانية في مقابل هوية الغزاة الرومان. استخدم أولريخ هوتن ومارتن لوثر، المؤلفان الرئيسيان للحركة، كلمة «الرومانية» في المفهوم الأوسع «اللاتيني». كان يُنظر إلى العالم اللاتيني، الذي شمل إسبانيا والبرتغال وفرنسا وإيطاليا، على أنه «أجنبي، وغير أخلاقي، وفوضوي ومزيف، يتعارض مع الأخلاقية والنظام والألمانية».
بالإضافة إلى تعريف الإسبان باليهود والزنادقة و «الأفارقة»، كانت هناك زيادة في الدعاية المعادية للإسبانية من قبل منتقدي الإمبراطور تشارلز الخامس. كانت الدعاية ضد تشارلز قومية، حيث ربطته مع إسبانيا وروما (على الرغم من أنه ولد وترعرع فلمنكياً، من أصول من سلالة ألمانية، وكان يتحدث الإسبانية قليلاً ولم يجد الإيطالية في ذلك الوقت، وكان غالبًا على خلاف مع البابا).
لتعزيز جاذبية قضيتهم، ركز الحكام المعارضون لتشارلز على ربطه وتعريفه بالبابا (وهو رأي شجعه تشارلز لإجبار القوات الإسبانية على قبول تورطها في حروبه الألمانية، التي قاوموها). حقيقة أن قوات وأنصار تشارلز ضموا أمراءً وجنوداً بروتستانت كان سببًا إضافيًا لرفض العناصر الإسبانية المرتبطة بهم. كان من الضروري غرس الخوف من الحكم الإسباني، ووجب إنشاء صورة معينة. من بين النقاط التي تم تسليط الضوء عليها غالبًا كانت ربط وتعريف الإسبان مع المغاربة واليهود (نظرًا لانتشار الزيجات المختلطة)، وعدد المعتنقين (اليهود أو المسلمين الذين اعتنقوا المسيحية) في مجتمعهم، و "القسوة الطبيعية لهذين الاثنين". ".

### معاداة الإسلام ومعاداة السامية
وفقًا لـ إلفيرا روكا باريا، تعتبر الأسطورة السوداء الإسبانية نوعًا مختلفًا من الروايات المعادية للسامية التي تم تداولها في إنجلترا، ومعظم أوروبا الوسطى وإيطاليا منذ القرن الثالث عشر. [بحاجة لمصدر] إن صورة إسبانيا المتعصبة الكاثوليكية لا علاقة لها بإسبانيا في العصور الوسطى، حيث كان التعايش والتسامح النسبي والزواج المختلط هو القاعدة. سمح للمسلمين في الأراضي المسيحية، في الغالب، بالحفاظ على دينهم ؛ شغل اليهود مناصب عامة عالية. [بحاجة لمصدر] التعاون العلمي مع الباحثين العرب واليهود شائعًا منذ القرن الحادي عشر، وورد أن الأساتذة اليهود كانوا يدرسون في جامعة سالامانكا. [بحاجة لمصدر] في عام 1555، بعد طرد اليهود الإسبان، وصف البابا بولس الرابع الإسبان بأنه «مهرطقون، متآمرون، ملعونون من الله، نسل اليهود والمورسكيين، حثالة الأرض»  كان من شأن هذا المناخ تسهيل نقل الصور النمطية المعادية للسامية والمناهضة للمسلمين إلى الإسبان كنموذج جديد. يتضح هذا في نصوص مفكري عصر النهضة الألمانية، ووجود أسطورة سوداء في أوروبا ما قبل كولومبوس، وتشابه الصور النمطية اليهودية والإسبانية.
ربط مارتن لوثر «اليهودي» (الذي كان مكروهاً في ألمانيا في ذلك الوقت) بـ «الإسبان»، الذين يتمتعون بسلطة متزايدة في المنطقة. وفقًا لسفيركر أرنولدسون، لوثر:
- ربط إيطاليا وإسبانيا بالبابوية، رغم أن روما وإسبانيا كانتا أعداء في ذلك الوقت
- تجاهل التعايش (بما في ذلك تزاوج) بين المسيحيين واليهود في إسبانيا
- خلط بين إسبانيا وتركيا خوفًا من الغزو من قبل أي منهما.[17]

في عام 1575، نُقل عن لوثر قوله: «إن الأسبان يأكلون الخبز الأبيض ويقبلون النساء الشقراوات بكل سرور، لكنهم بنيون وسود مثل الملك بالتازار وقرده».

### اليهود السفارديم
وفقًا لفيليب واين باول، كان النقد الذي وجهه اليهود الذين طردوا من قبل الملوك الكاثوليك في إسبانيا عاملاً مهمًا في انتشار المشاعر المعادية للأسبان (وخاصة الصور النمطية الدينية). [بحاجة لمصدر]

## التطور
كتب فيلسوف القرن الثامن عشر إيمانويل كانط، «الجانب السيئ للإسباني هو أنه لا يتعلم من الأجانب ؛ أنه لا يسافر من أجل التعرف على الأمم الأخرى ؛ إنه متخلف في العلوم. يقاوم أي إصلاح. إنه فخور بعدم الاضطرار إلى العمل ؛ إنه ذو طبيعة روحية رومانسية، كما تظهر مصارعة الثيران؛ إنه قاسي، كما يظهر في السابق auto-da-fé ؛ ويعرض في ذوقه أصلًا غير أوروبي جزئيًا.»  وفقا ل علم الاشارات والتر مينولو، ارتبطت الأسطورة السوداء الإسبانية عن كثب بالعرق، وتجلى ذلك في استخدام أمثلة كتاريخ إسبانيا الموريسكي لتصوير الإسبان على أنهم ملوثون عرقيا، ومعاملتهم للأفارقة والأمريكيين الاصليين أثناء الاستعمار الإسباني للدلالة على شخصية البلد الأخلاقية.[بحاجة لمصدر]

### غزو الأمريكتين
خلال الاستعمار الأوروبي الذي دام ثلاثة قرون في الأمريكتين، ارتكبت الفظائع من قبل جميع الأطراف. شمل الاستعمار الإسباني القتل والعبودية (بما في ذلك العبودية الجنسية) والإبادة الجماعية للشعوب الأصلية، بدءاً بالرحلات الكولومبية إلى البحر الكاريبي. ومع ذلك، أصدرت إسبانيا قوانين تحمي الأمريكيين الأصليين. تنظم قوانين بورغوس 1512 الأوربيين في العالم الجديد، حيث تحظر إساءة معاملة السكان الأصليين وتحد من حالات الغفلة (تشغيل السخرة). في عام 1542، كانت القوانين الجديدة تهدف إلى إضعاف قوة المتقدمين
سوء معاملة الأمريكيين الهنود، والذي حدث أيضًا في المستعمرات الأوروبية الأخرى في الأمريكتين ، استخدم في أعمال القوى الأوروبية المتنافسة لإثارة العداء ضد الإمبراطورية الإسبانية. تم الإشارة إلى عمل De las Casas لأول مرة باللغة الإنجليزية في عام 1583 «المستعمرة الإسبانية» أو «نبذة مختصرة عن أعمال وإيماءات الأسبان في جزر الهند الغربية»، في وقت كانت فيه إنجلترا تستعد للحرب ضد إسبانيا في هولندا.
جميع القوى الأوروبية التي استعمرت الأمريكتين ، بما في ذلك إنجلترا والبرتغال وهولندا ، أساءت معاملة الشعوب الأصلية. كما اتُهمت القوى الاستعمارية بالإبادة الجماعية في كندا والولايات المتحدة واستراليا. لقد حظيت هذه القضايا باهتمام علمي أكبر والتقييم التاريخي لآثار الاستعمار يتطور. وفقًا لويليام ب. مالتبي ، «أنتج ما لا يقل عن ثلاثة أجيال من المنح الدراسية تقديرًا أكثر توازناً للسلوك الإسباني في كل من العالم القديم والجديد ، بينما تلقت السجلات الكئيبة للقوى الإمبريالية الأخرى تقييمًا أكثر موضوعية.» 

### هولندا
ساهمت حرب إسبانيا مع المقاطعات المتحدة، ولا سيما الانتصارات والفظائع التي ارتكبها دوق ألبا في الدعاية المعادية للإسبانية. أرسلت في أغسطس 1567 لمواجهة الاضطرابات السياسية في جزء من أوروبا حيث شجعت المطابع مجموعة متنوعة من الآراء (خاصة ضد الكنيسة الكاثوليكية)، سيطر ألبا على صناعة النشر ؛ تم نفي العديد من عمال الطباعة ، وتم إعدام واحد على الأقل. تمت مقاضاة باعة الكتب والطابعات وتم إلقاء القبض عليهم لنشرهم كتبًا محظورة ، وكان الكثير منها جزءًا من Index Librorum Prohibitorum .
بعد سنوات من الاضطرابات في البلدان المنخفضة ، شهد صيف 1567 عنفًا متجدداً قام فيه الكالفينيون الهولنديون بتشويه التماثيل والديكورات في الأديرة والكنائس الكاثوليكية. كانت معركة Oosterweel في مارس 1567 أول رد عسكري إسباني على الاضطرابات ، وبداية حرب الثمانين عامًا. في عام 1568، أعدم ألبا النبلاء الهولنديين البارزين في ميدان بروكسل المركزي، مما أثار مشاعر معادية للإسبان. في أكتوبر 1572، وبعد أن استولت القوات البرتقالية على مدينة ميشيلين، حاول ملازمها الاستسلام عندما سمع أن جيشًا إسبانيًا أكبر كان يقترب. على الرغم من الجهود المبذولة لاسترضاء القوات ، سمح فاديريكي ألفاريث دي توليدو (ابن حاكم هولندا وقائد قوات الدوق) لرجاله ثلاثة أيام بنهب المدينة ؛ أبلغ ألبا الملك فيليب الثاني أنه «لم يبق مسمار في جدار». بعد مرور عام ، ما زال القضاة يحاولون استرداد القطع الأثرية للكنيسة التي باعها الجنود الإسبان في أماكن أخرى. كانت نهب ميكلين هذا أول غضب إسباني. وقع العديد منها على مدار السنوات القليلة القادمة. في نوفمبر وديسمبر 1572، بإذن من الدوق ، أمر فادريكي بحبس سكان زوتن و ناردن في الكنائس وأحرقوا حتى الموت.

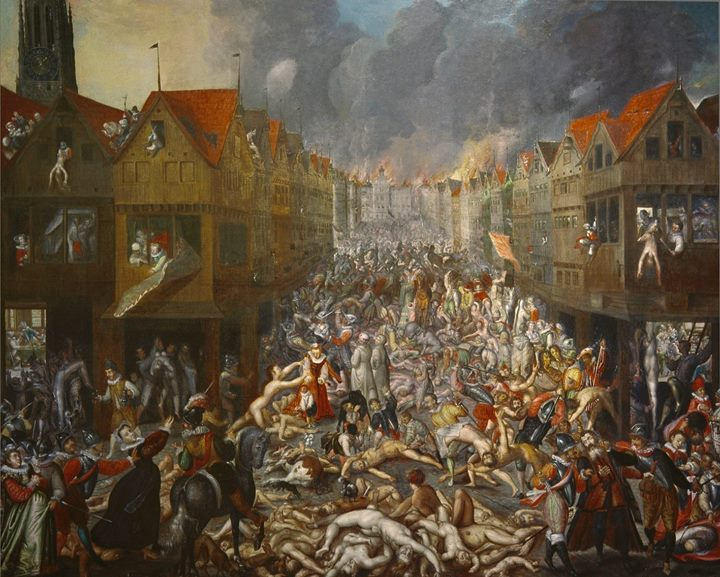
لوحة معاصرة لرسام مجهول من 4 نوفمبر 1576 الغضب الإسباني في أنتويرب

في يوليو 1573، بعد حصار دام ستة أشهر ، استسلمت مدينة هارلم. غرق رجال الحامية (باستثناء الجنود الألمان) وآخرون منهم ذبحوا على أيدي قوات الدوق ، وتم إعدام مواطنين بارزين. في عام 1576، هاجمت القوات الإسبانية أنتويرب ونهبتها. هاجم الجنود المدينة ، وقتلوا ونهبوا وسلبوا أموال السكان وأحرقوا منازل الذين لم يدفعوا. تعرضت مؤسسة مطبعة كريستوف بلانتين للتهديد بالتدمير ثلاث مرات ، لكن عفي عنها في كل مرة بدفع فدية. تعرضت أنتويرب للدمار الاقتصادي جراء الهجوم. تم إحراق ألف مبنى ، وقتل حوالي 18000 رجل وامرأة وطفل. تم حصار ماستريخت، وطرده ودمره الأسبان مرتين (في 1576 و 1579)، وانتهى حصار عام 1579 بغضب إسباني قتل فيه رجال ونساء وأطفال. أغرق الجنود الإسبان مئات المدنيين بإلقائهم من الجسر فوق نهر ماس في حلقة مماثلة للأحداث السابقة في زوتفن.
تمت مقارنة الاعتمادات ضد الهنود التي وصفها دي لاس كاساس بألبا وخلفائه في هولندا ، وأعيد طبع تقرير قصير لتدمير جزر الهند (33) مرة بين 1578 و 1648 في هولندا (أكثر من بقية أوروبا). اتهمت مقالات وقرارات محاكم التفتيش الإسبانية لغزو وإعاقة هولندا المكتب المقدس بالتآمر من أجل تجويع السكان الهولنديين وإبادة النبلاء البارزين "، كما فعل الأسبان في جزر الهند.

## جدال
يعتبر وجود أسطورة سوداء أسبانية مقبولًا بشكل عام من قبل الأكاديميين، ولكن ليس عالميًا. [بحاجة لمصدر] نفى ريكاردو جارثيا كارثيل وجوده في كتابه عام 1991، «الأسطورة السوداء»: «إنها ليست أسطورة ، حيث أن الآراء السلبية لإسبانيا لها أسس تاريخية حقيقية ، كما أنها ليست سوداء ، لأن السياق لم يكن متسقاً أبدًا أو موحداً. غراي يعزز ذلك ، لكن لون هذه الآراء كان ينظر إليه دائمًا على النقيض [لما نسميه الأسطورة البيضاء.»  من مؤيدي النظرية عالم الموسيقى جوديث عتصيون  والكاتب وليام شترون.

## أمثلة حديثة
وفقًا لكارمن إغليسياس، تتكون الأسطورة السوداء من سمات سلبية يراها الشعب الإسباني في نفسه وتتشكل من خلال الدعاية السياسية. يتم استخدام مراجع الأسطورة السوداء في الأرجنتين للمناقشة لصالح الحمائية ضد الشركات الإسبانية.
الرأي القائل بأن الأسطورة السوداء الإسبانية تؤثر على سياسة الهجرة الأمريكية الحالية قد حظي بالدعم. الملكية الإسبانية السابقة لنحو نصف أراضي الولايات المتحدة غير معروفة من قبل معظم الأميركيين.   قال وزير الخارجية الأسباني جوزيب بوريل إنه رأى ظهور الأسطورة السوداء في التغطية الأوروبية لحركة الاستقلال الكاتالونية، ولا سيما من قبل الصحافة الناطقة باللغة الإنجليزية (التي قبلت دون شك أرقام الإصابة التي لم يتم التحقق منها والتي تبين أنها خاطئة).
يتم سرد الأسطورة السوداء في أفلام مثل فيكتوريا وعبد. في مقالته «لماذا يصنع الإسبان أشراراً جيدين»، يحلل صموئيل أموغو ثبات الأسطورة في السينما الأوروبية المعاصرة.   أبلغ المجلس الأمريكي للتعليم عن معاداة الثقافة الإسبانية في الكتب المدرسية في عام 1944، حيث حدد الأخطاء الأساسية والتصوير المتحيز واستنتج أن «إلغاء الأسطورة السوداء وآثارها في تفسيرنا لحياة أمريكا اللاتينية هو أحد أهم مشاكلنا في الجانب التربوي والفكري ، وكذلك في المجال السياسي». ومع ذلك ، وفقا لفيليب واين باول في عام 1971  لا تزال أخطاء الكتب المدرسية الأساسية قائمة. يمكن القول بأن الأسطورة السوداء تسهم في مفهوم سيادة البيض، ماحيةً بذلك المساهمات الأخلاقية والفكرية لأوروبا الجنوبية ومقللةً من قوة وكفاءة الإمبراطوريات الأمريكية الأصلية قبل الفتح الأسباني وأثناءه.  

## الأسطورة البيضاء
يستخدم مصطلح «الأسطورة البيضاء» من قبل بعض المؤرخين لوصف التأريخ الذي ذهب بعيدا في محاولة مواجهة الأسطورة السوداء ، ورسم صورة مثالية غير حرجة للممارسات الاستعمارية الإسبانية. وقد وصف هذا النهج بأنه سمة من سمات التاريخ الإسباني القومي في ظل نظام فرانثيسكو فرانكو، الذي ربط إسبانيا بماض إمبراطوري تمت صياغته بشكل إيجابي. انتقد بنيامين كين جون فيسك ولويس هانك باعتبارهما ذاهبين إلى حد بعيد في تحقيق الكمال في التاريخ الإسباني.